# Дембіни (Торунський повіт)
Дембіни (пол. Dębiny) — село в Польщі, у гміні Луб'янка Торунського повіту Куявсько-Поморського воєводства.
Населення — 255 осіб (2011).
У 1975-1998 роках село належало до Торунського воєводства.

## Демографія
Демографічна структура станом на 31 березня 2011 року:
|          | Загалом | Допрацездатний вік | Працездатний вік | Постпрацездатний вік |
| -------- | ------- | ------------------ | ---------------- | -------------------- |
| Чоловіки | 123     | 26                 | 82               | 15                   |
| Жінки    | 132     | 28                 | 75               | 29                   |
| Разом    | 255     | 54                 | 157              | 44                   |